# جغرافیای بنین

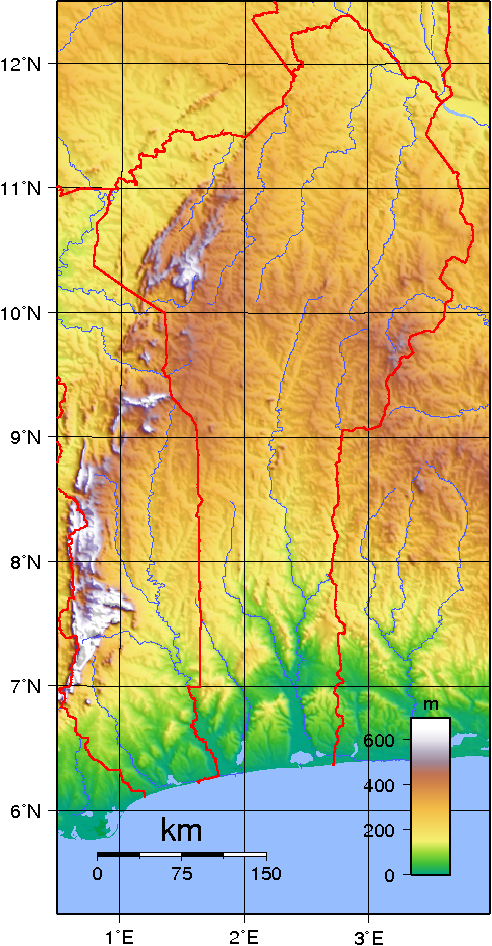
نقشه ناهمواری‌های بنین.

بنین کشوری به‌شکل یک نواره باریک کلیدشکل شمالی‌جنوبی در غرب قاره آفریقا است. این کشور میان استوا و مدار رأس‌السرطان قرار دارد. عرض جغرافیایی بنین بین ۶°۳۰′ شمالی و ۱۲°۳۰′ شمالی و طول جغرافیایی آن از ۱° شرقی تا ۳°۴۰′ شرقی امتداد دارد.
بنین از سمت غرب خود با توگو، از شمال با بورکینا فاسو و نیجر، و از شرق با نیجریه هم‌مرز است و در جنوب آن خلیج بنین جای گرفته‌است.
بنین با مساحت ۱۱۲٬۶۲۲ کیلومتر مربع، کمی بزرگ‌تر از بلغارستان است. بنین از رود نیجر در شمال تا اقیانوس اطلس در جنوب، یعنی طی فاصله‌ای ۷۰۰ کیلومتری، امتداد دارد. اگرچه خط ساحلی آن ۱۲۱ کیلومتر است اما در پهن‌ترین قسمت خود حدود ۳۲۵ کیلومتر پهنا دارد.
این کشور یکی از کشورهای کوچک در آفریقای غربی است. بنین تقریباً یک‌هشتم نیجریه، همسایه خود در شرق است. با‌این‌حال، بنین دو برابر بزرگتر از توگو، همسایه غربی خود است. همان‌طور که از نقشه ناهمواری‌های بنین برمی‌آید این کشور از نظر بلندا تغییرات کمی دارد و ارتفاع آن به‌طور میانگین ۲۰۰ متر بالاتر از سطح دریاست.

## جغرافیای زیستی

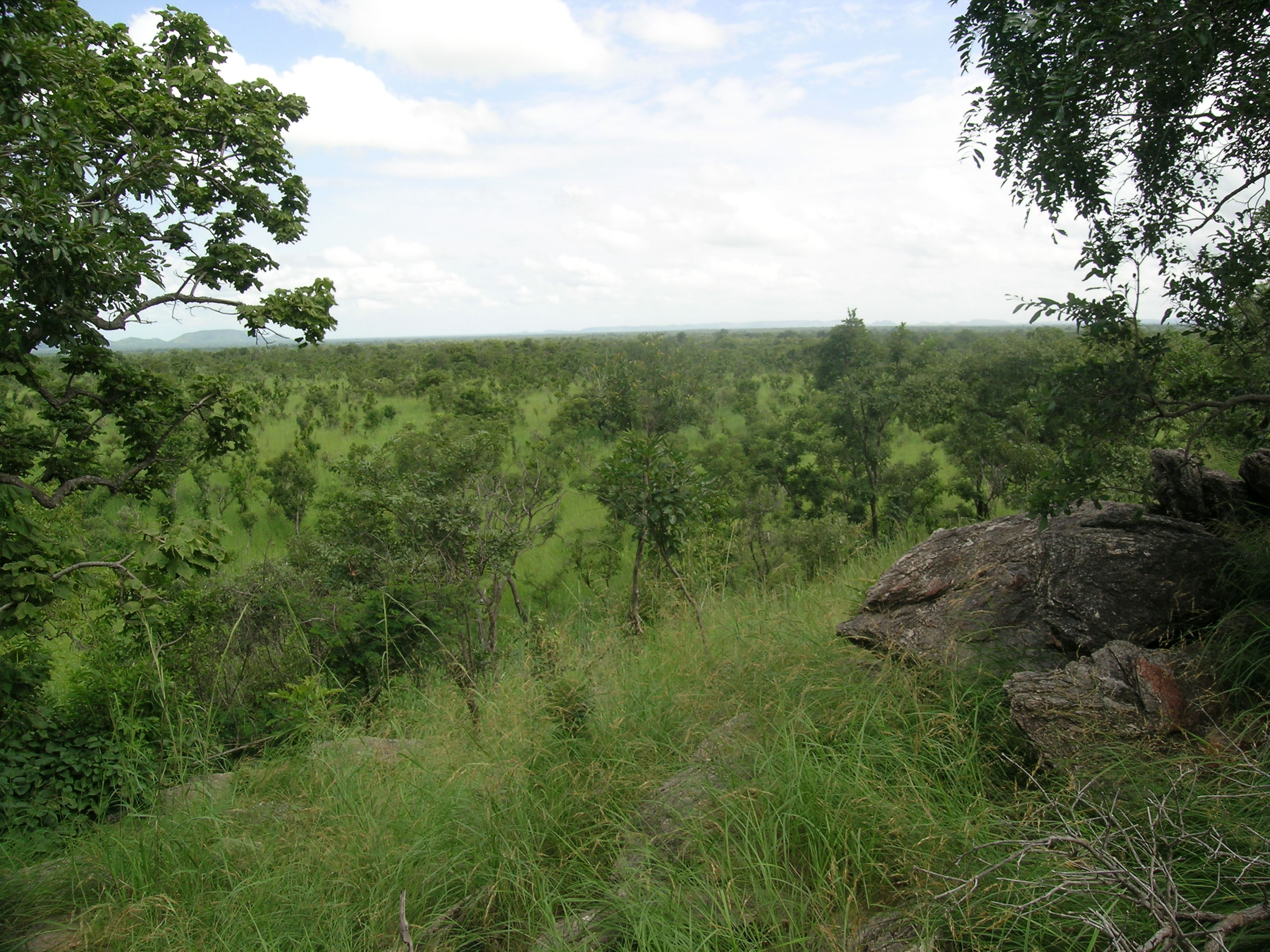
منطقه‌ای سرسبز از جغرافیای بنین

این کشور را می‌توان به چهار منطقه اصلی از جنوب به شمال تقسیم کرد. دشت ساحلی پست و شنی که بالاترین ارتفاع در آن ۱۰ متر و بیشترین پهنا ۱۰ کیلومتر است. این منطقه باتلاقی است با دریاچه‌ها و تالاب‌های زیادی که به اقیانوس می‌پیوندند. فلات‌های جنوب بنین، با ارتفاعی بین ۲۰ تا ۲۰۰ متر، توسط دره‌هایی که از شمال به جنوب در امتداد رودخانه‌های زو، کوفه و اومه ایجاد شده‌اند شکافته شده‌است. 
منطقه دیگر شامل اراضی مسطحی است با تپه‌های صخره‌ای فراوان که ارتفاع آن‌ها به ندرت به ۴۰۰ متر می‌رسد، این اراضی در اطراف نیکی و ساوه امتداد یافته‌است. منطقه چهارم رشته‌کوه آتاکورا است که در امتداد مرز شمال غربی که تا داخل توگو ادامه دارد و بلندترین نقطه آن کوه سوکبارو است با ۶۵۸ متر ارتفاع.
بنین دارای زمین‌های قابل کشت کشت‌نشده، جنگل‌های حرا و بقایای جنگل‌های مقدس بزرگ است. سایر مناطق کشور، با گرم‌دشت‌ها، بیشه‌های خار و درختان عظیم نان میمون پوشیده شده‌است. برخی از جنگل‌ها در راستای کناره رودخانه‌ها صف کشیده‌اند. در شمال و شمال غربی بنین، پارک ملی دابلیو و پارک ملی پنجاری گردشگرانی را که مشتاق دیدن فیل، شیر، شاخ‌درازان، سگ آبی و میمون هستند، به خود جذب می‌کند. پیش از این بنین زیستگاه سگ وحشی آفریقایی در معرض انقراض بود اما به‌دلیل گسترش جمعیت انسانی این جاندار دیگر در بنین یافت نمی‌شود. جنگل و درختزار حدود ۳۱ درصد از مساحت بنین را تشکیل می‌دهد.

## آب‌ و‌ هوا
آب و هوای بنین گرم و مرطوب است. میزان بارندگی سالانه در منطقه ساحلی به‌طور متوسط ۱۳۶۰ میلی‌متر است که برای ساحل غربی آفریقا زیاد نیست. بنین دو فصل بارانی و دو فصل خشک دارد. فصل بارانی اصلی از آوریل تا اواخر ژوئیه است، با یک دوره بارندگی کمتر از اواخر سپتامبر تا نوامبر. فصل اصلی خشک از دسامبر تا آوریل است با یک فصل خشک خنک کوتاه از اواخر ژوئیه تا اوایل سپتامبر.
دما و رطوبت در سواحل گرمسیری زیاد است. در کوتونو، میانگین بیشینه دما ۳۱ درجه سانتی‌گراد و کمینه‌اش ۲۴ درجه سانتی‌گراد است. هرچه از راه گرم‌دشت‌ها و فلات‌ها به‌سوی شمال و صحرای بزرگ آفریقا، می‌رویم نوسانات دمایی بیشتر می‌شود. از دسامبر تا مارس از صحرای بزرگ باد خشکی به نام هارماتان می‌وزد و چمن‌ها خشک و پوشش گیاهی قهوه‌ای مایل به قرمز می‌شود. حجابی از گرد و غبار ریز سراسر کشور را دربر می‌گیرد و هوا را غبارآلود می‌کند. این همان فصلی است که کشاورزان علف‌های مزارع خود را می‌سوزانند.

بنین در غرب آفریقا
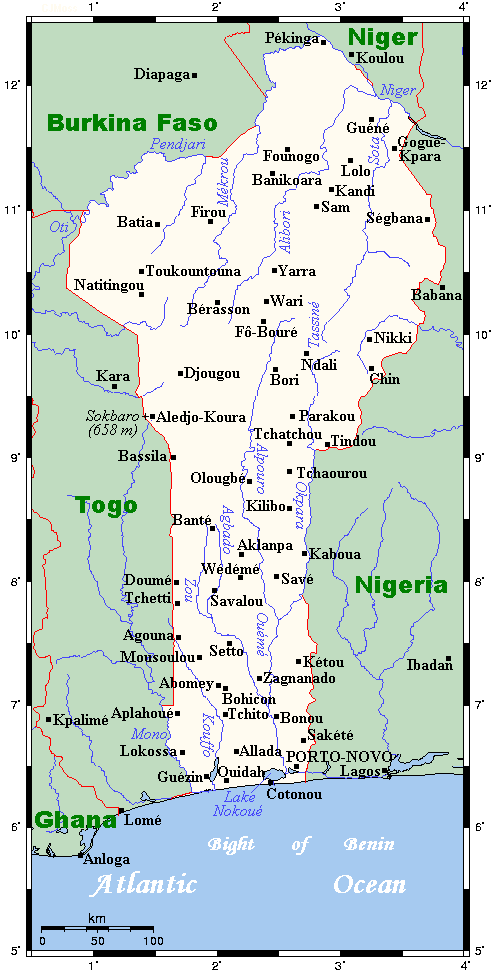
نقشه سیاسی بنین
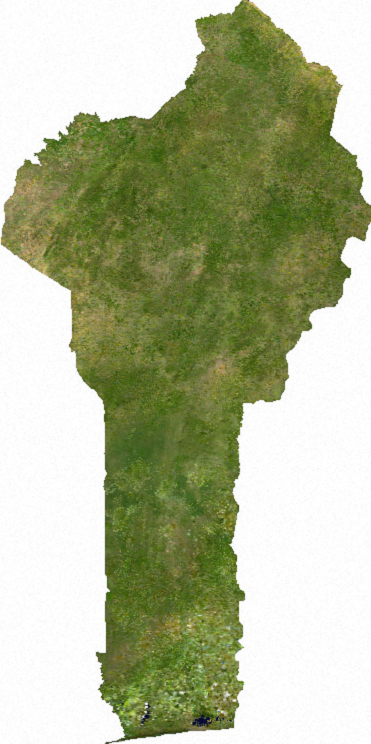
دید ماهواره‌ای بنین
آبی: اقلیم گرم‌دشت گرمسیری
نارنجی: اقلیم گرم نیمه‌خشک